# 公共電話

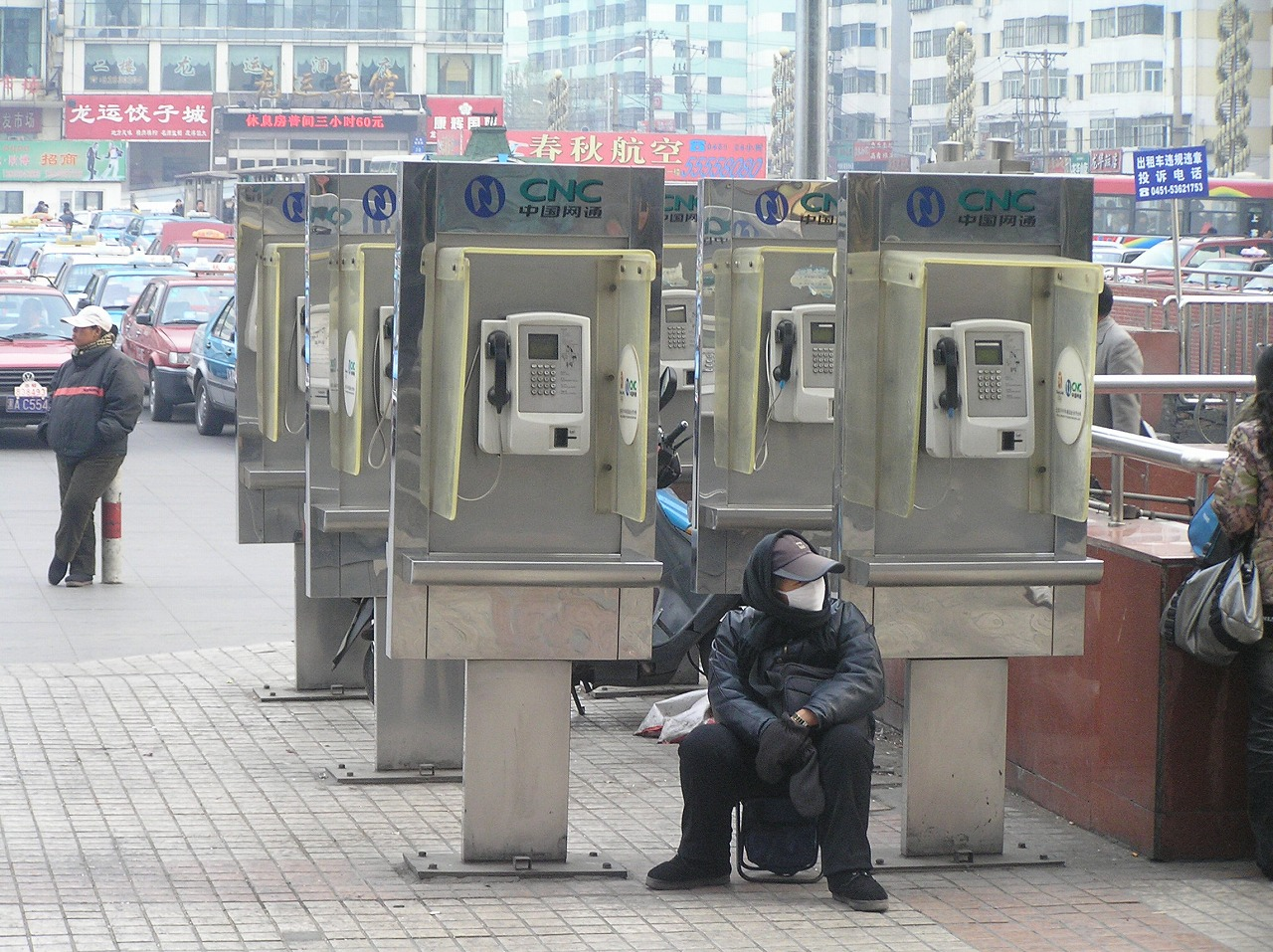
哈尔滨站前，中國網通所設的公共電話

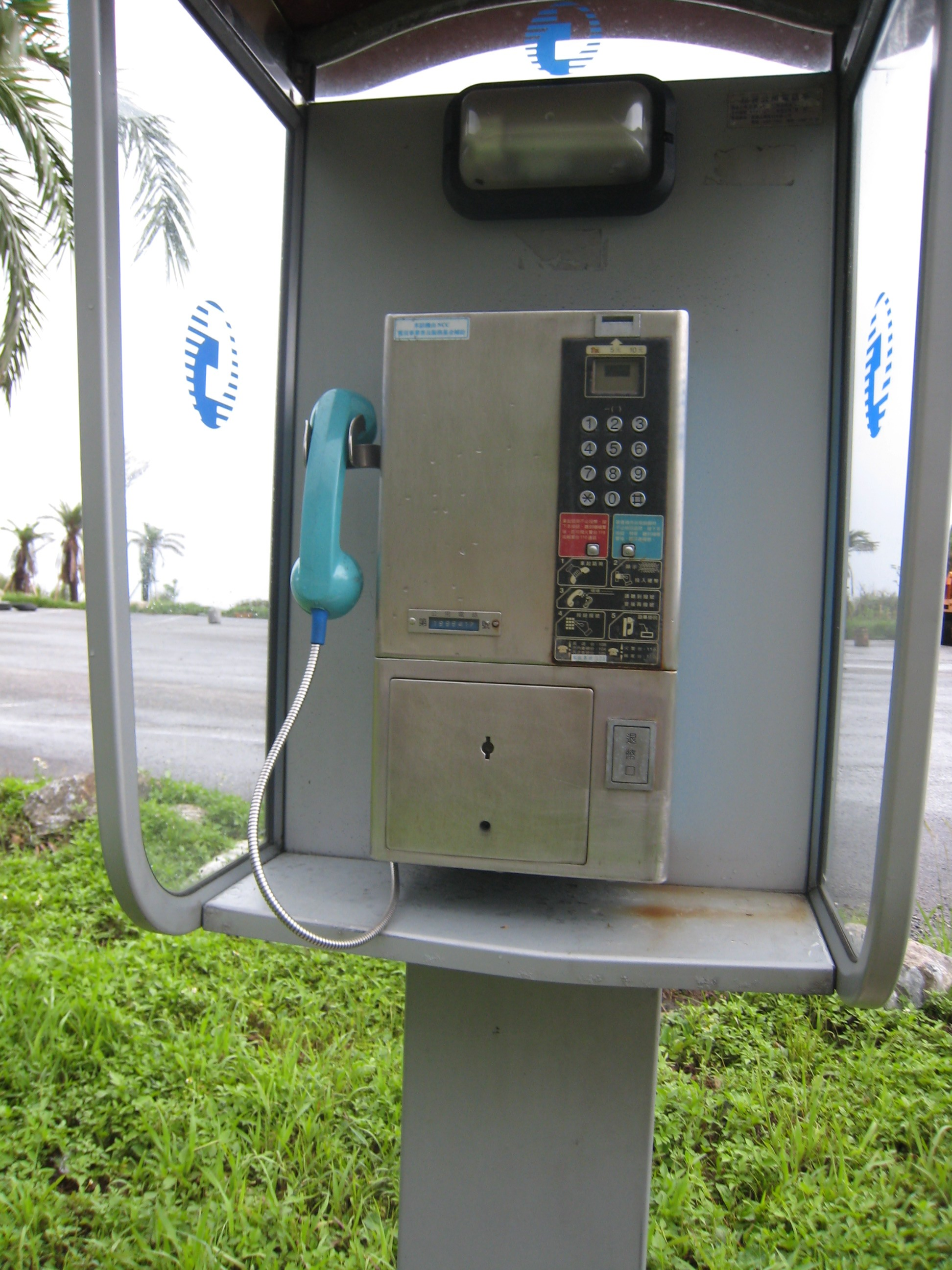
台灣台9線蘇花公路沿線的公共電話

公共電話，又稱公用電話，指的是提供給不特定多數人使用的電話。

## 概要
公共電話是公共服務的一種，只要付費無論是誰即可使用。2000年代之後，由於手機的普及，公共電話的數量已經明顯減少。

## 營運
公共電話的設置者可能是政府或電信業者於街頭、百貨商店、賓館及車站等公共場所設立的付費電話。主要支付方式是IC卡、磁卡與硬幣，一部份接受信用卡、電子票證或是記帳式付費，若是撥打緊急救助電話則可免費。在禁止手機使用的民航機機艙內，大部分的航空公司都會提供可供信用卡消費的衛星電話。此外，部分的船隻和火車也有裝設公共電話，並以基地台或衛星天線收發訊息。

## 时间轴
- 1889年8月13日：威廉·格雷获得投币式电话专利。
- 1920年：英国邮政总局引入K1公用电话亭。

## 设备
- Intellicall AstraTel 2 智能公用电话[1]（2011年至今）
- Intellicall UltraTel 智能公用电话（20世纪80年代至今）
- Intellicall Tidel 3（20世纪90年代至今）
- GTE全自动新型120型公用电话[2]

## 公用电话的图片

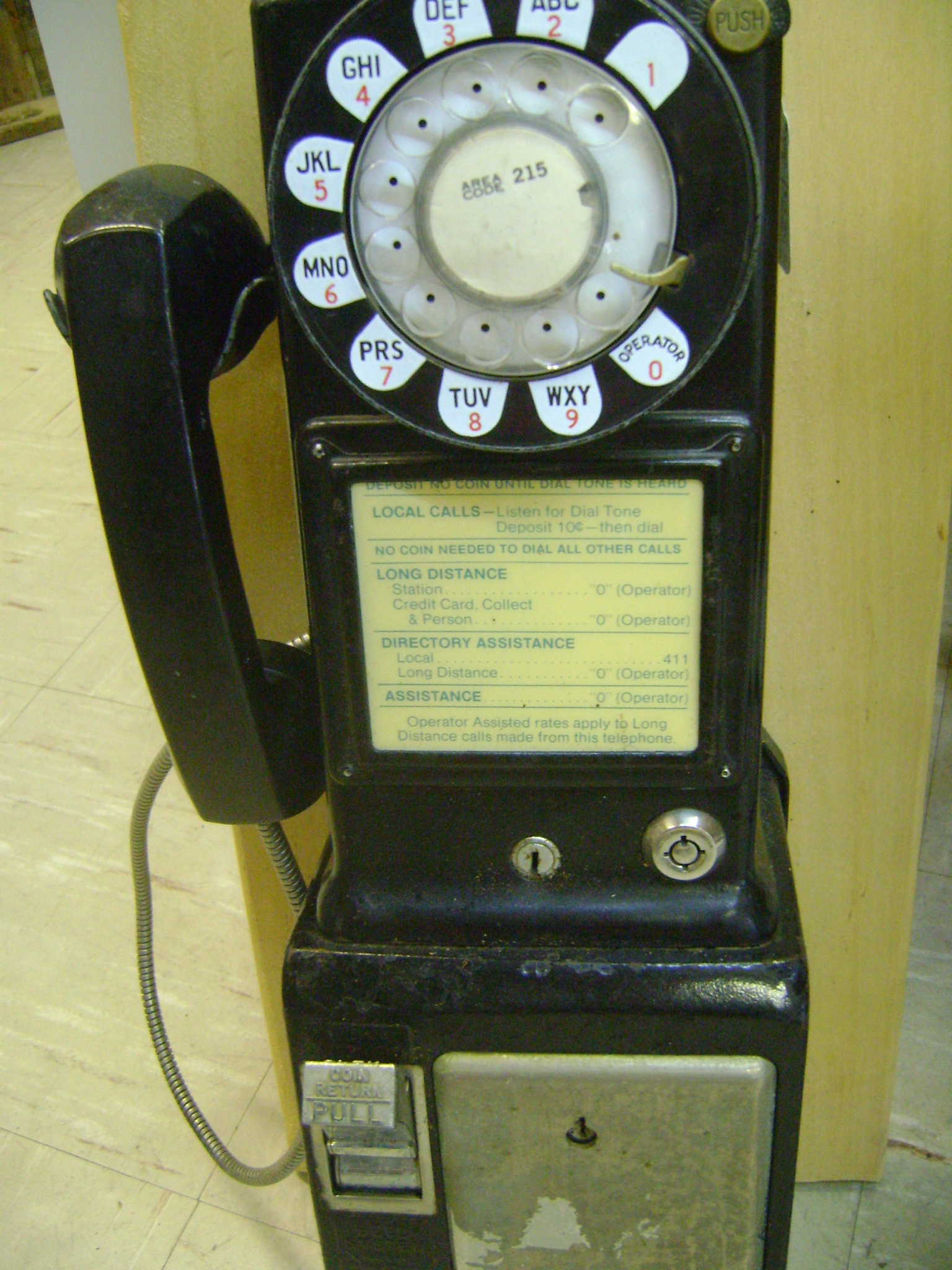
旧式公用电话
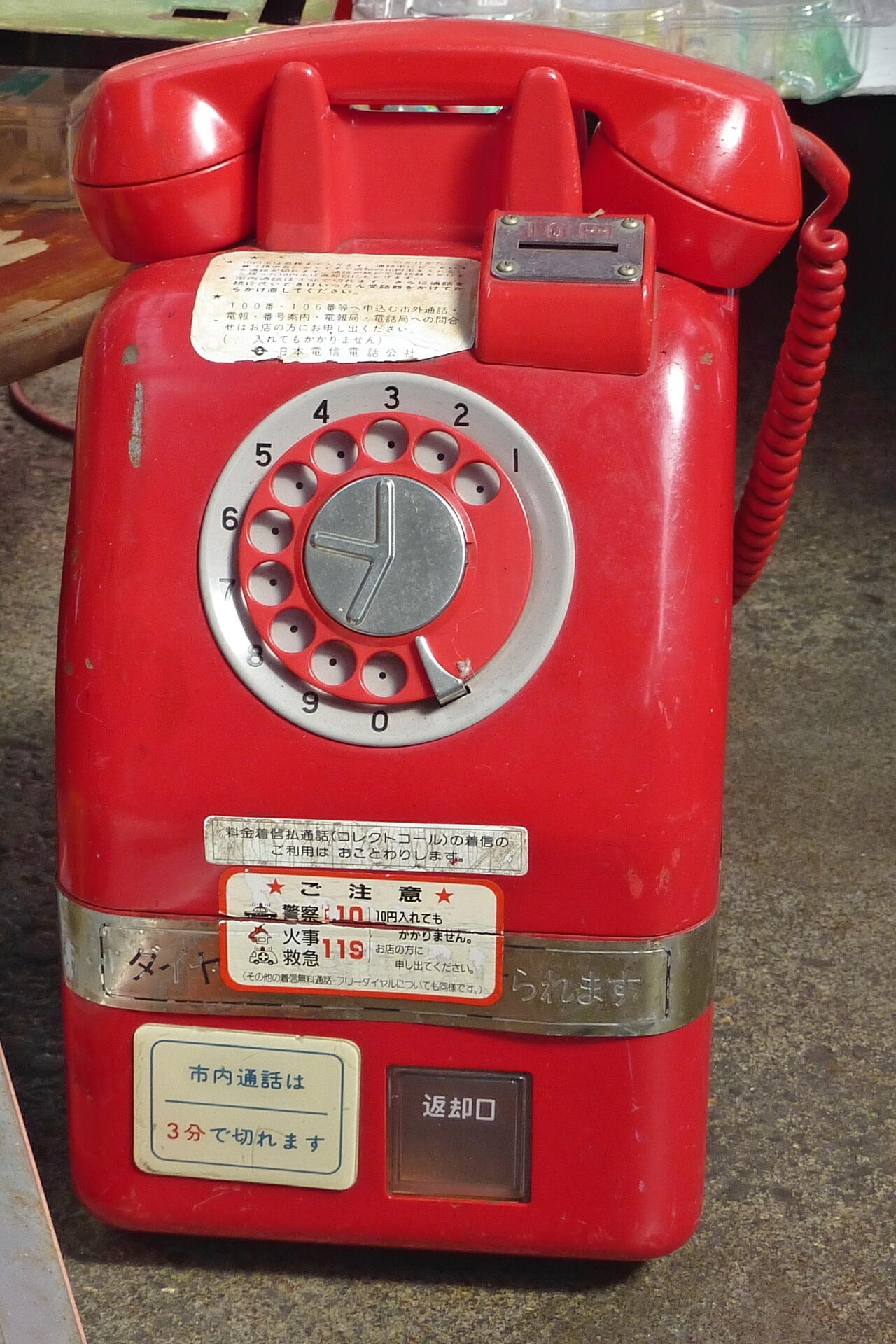
日本旧式公用电话
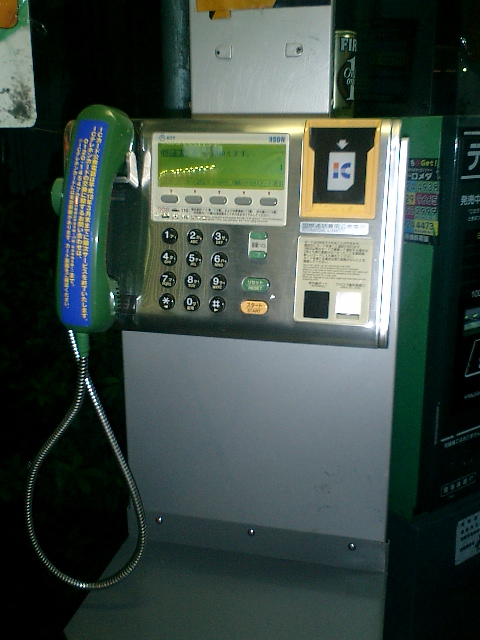
日本公共IC电话
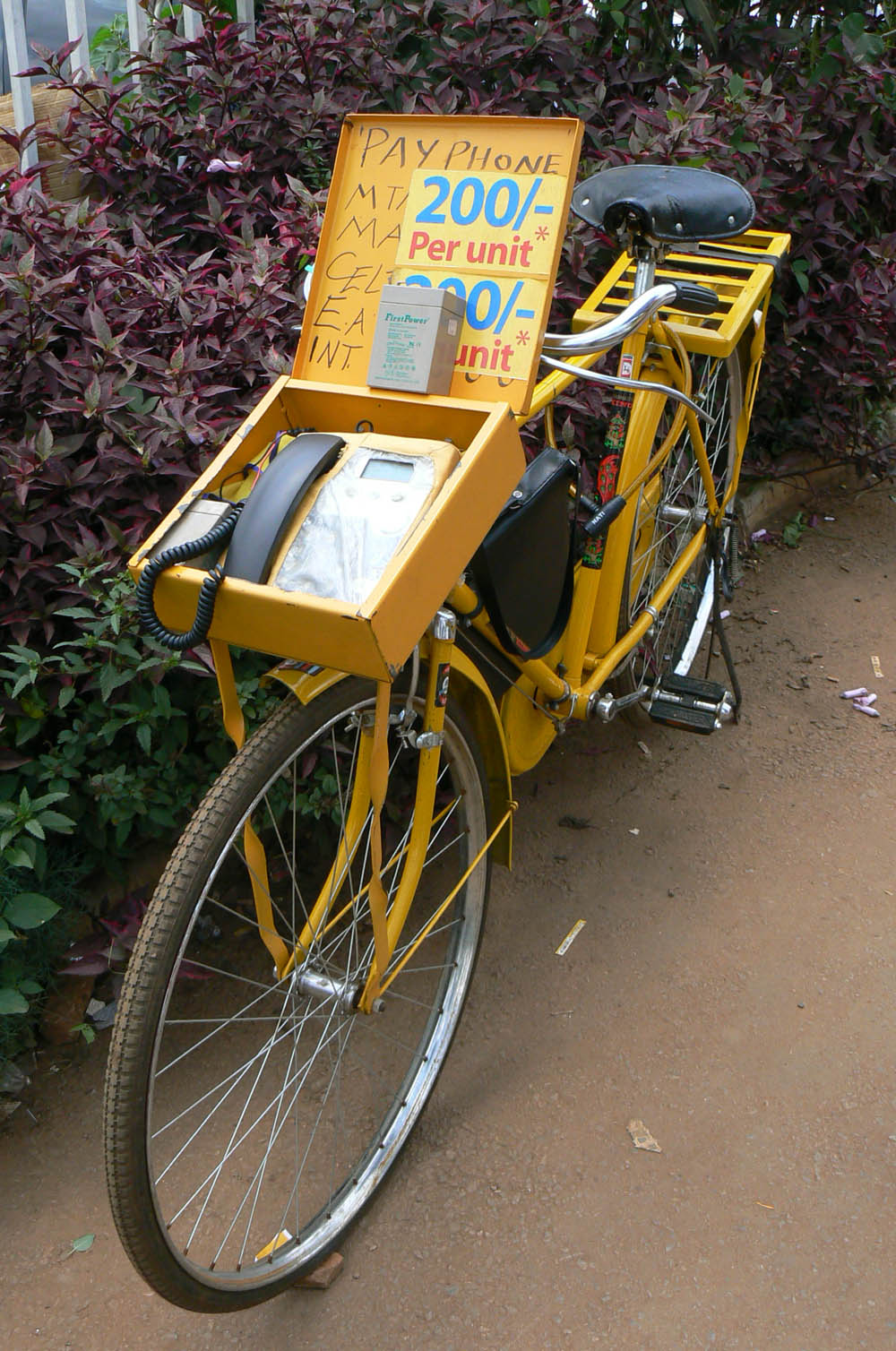
乌干达自行车公用电话
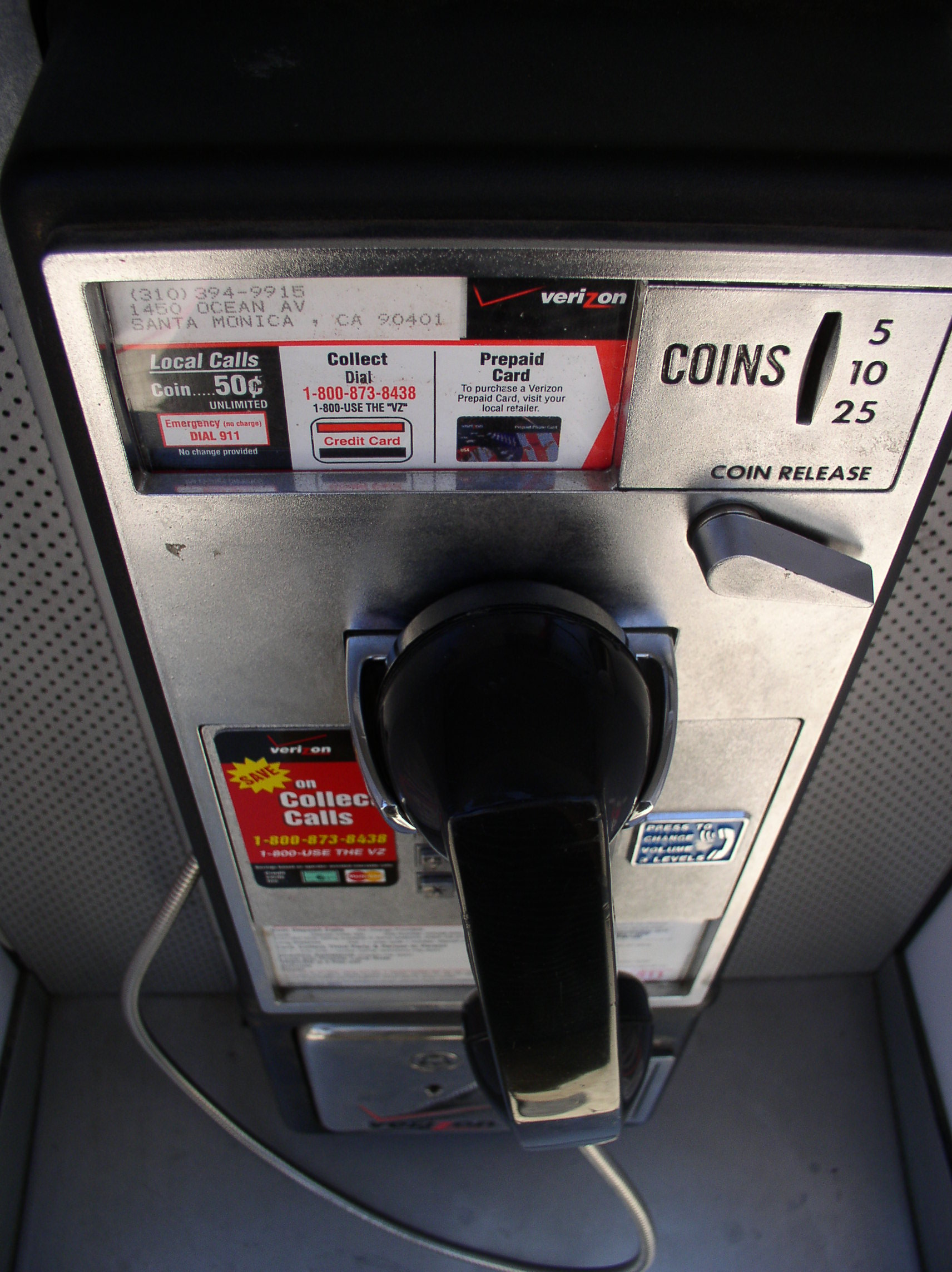
圣莫尼卡的GTE全自动新型120型单插槽投币式电话机
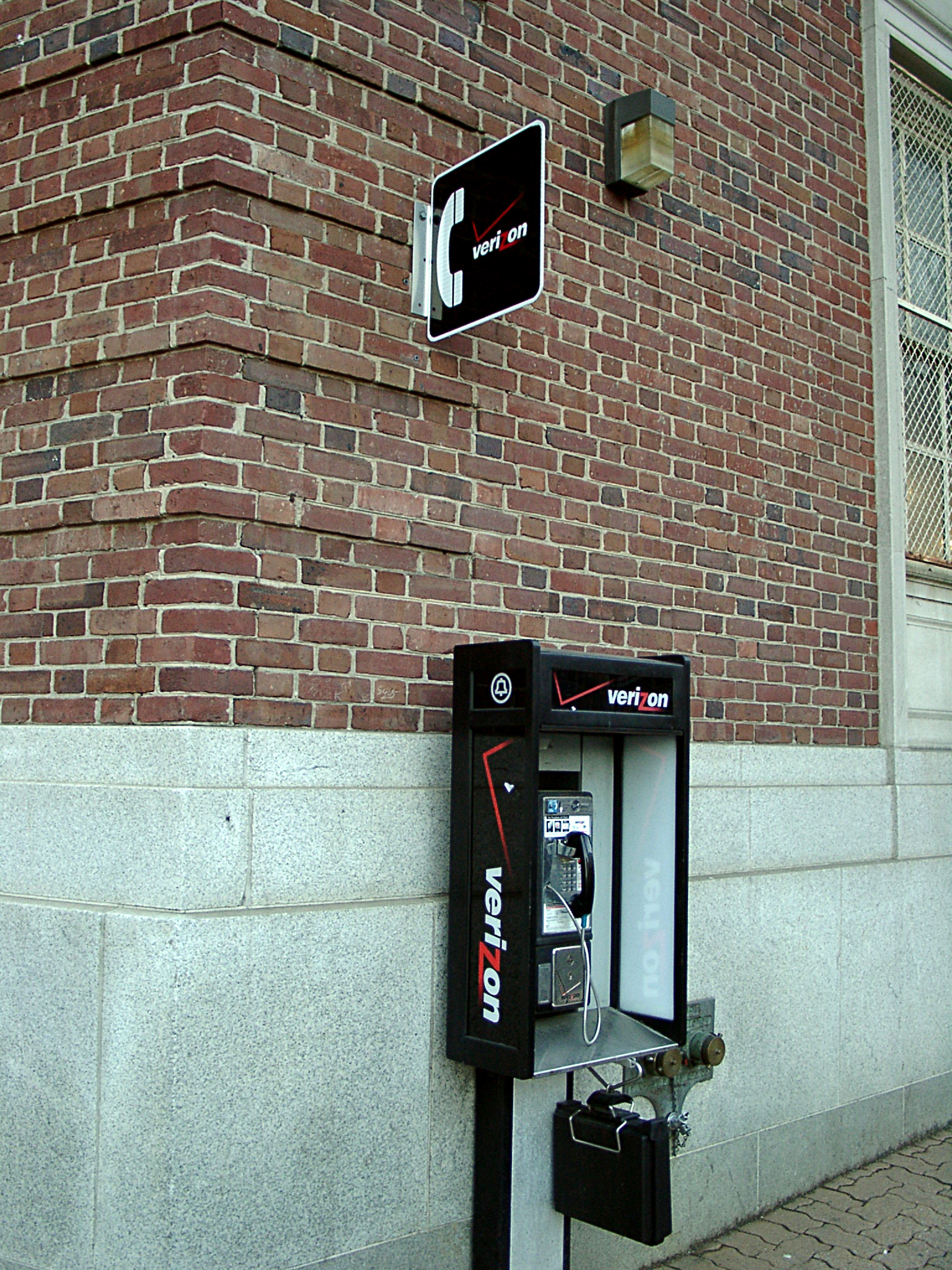
在美国东部一个街角的威讯（Verizon）公用电话
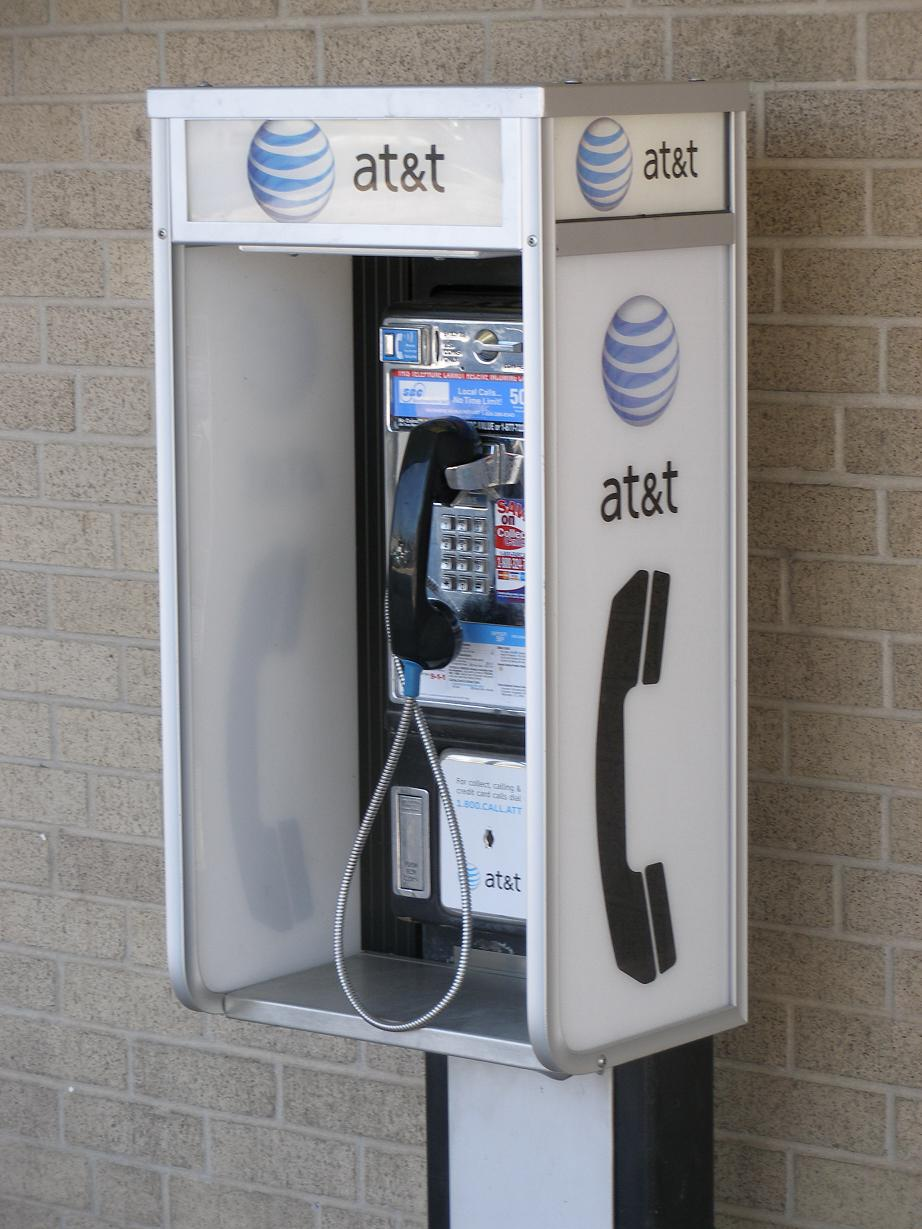
AT&T公用电话标牌
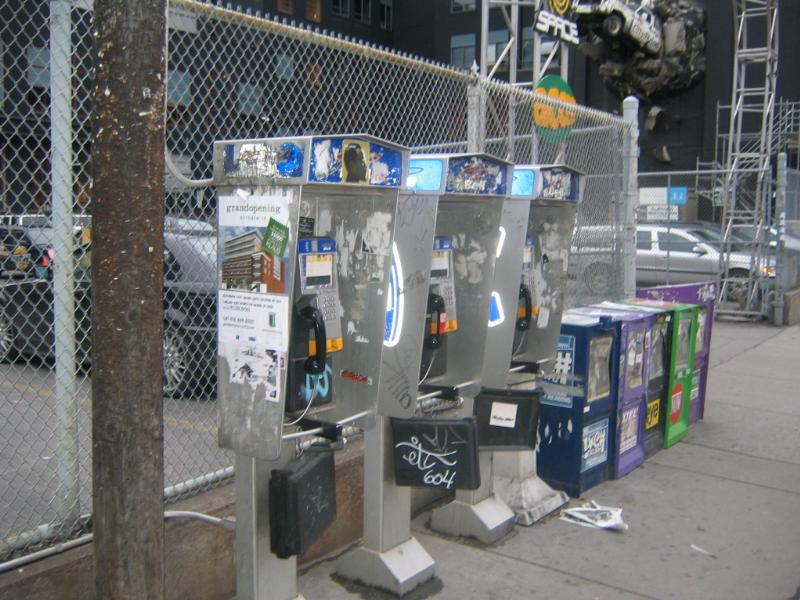
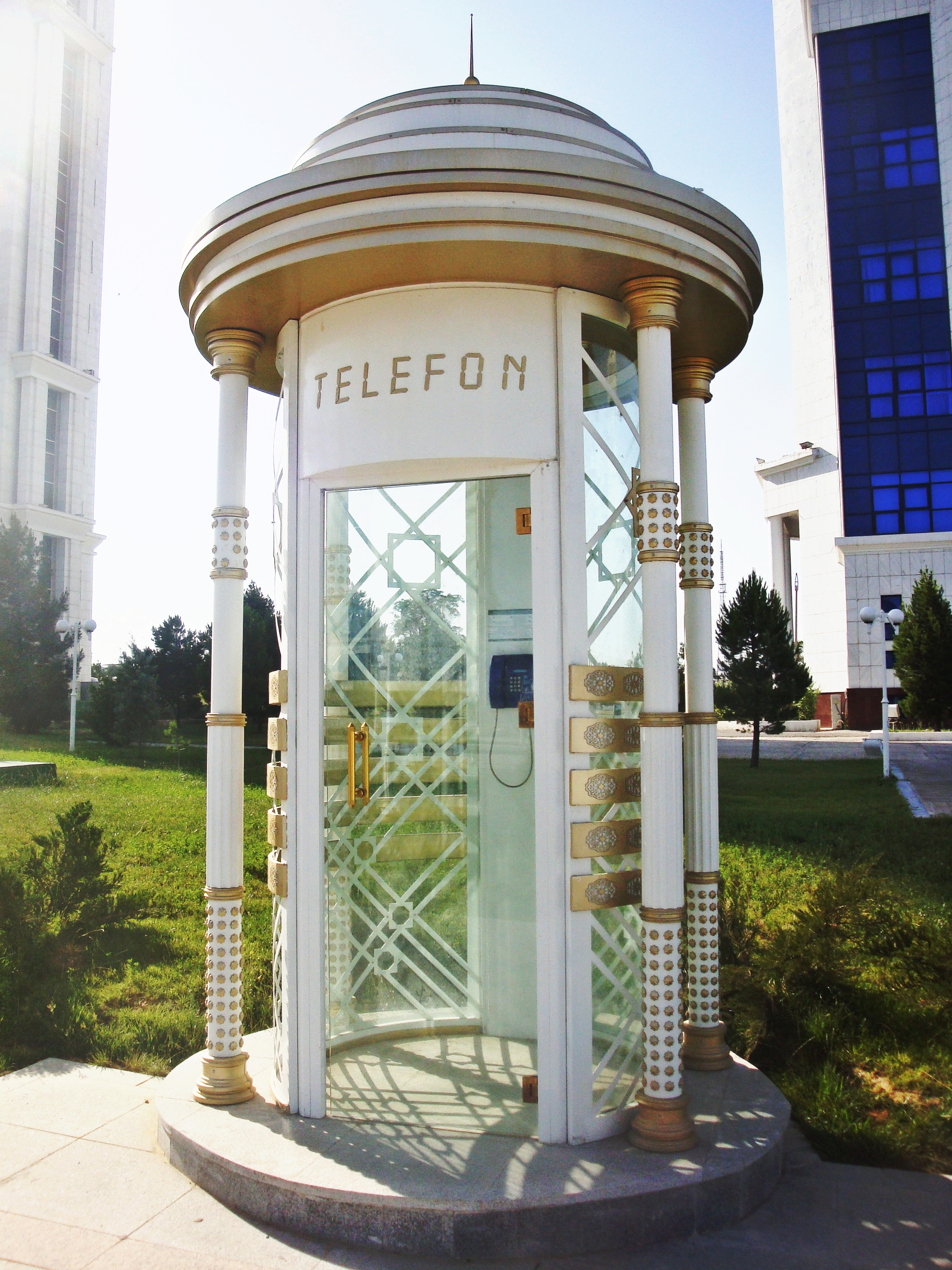
阿什哈巴德的公用电话
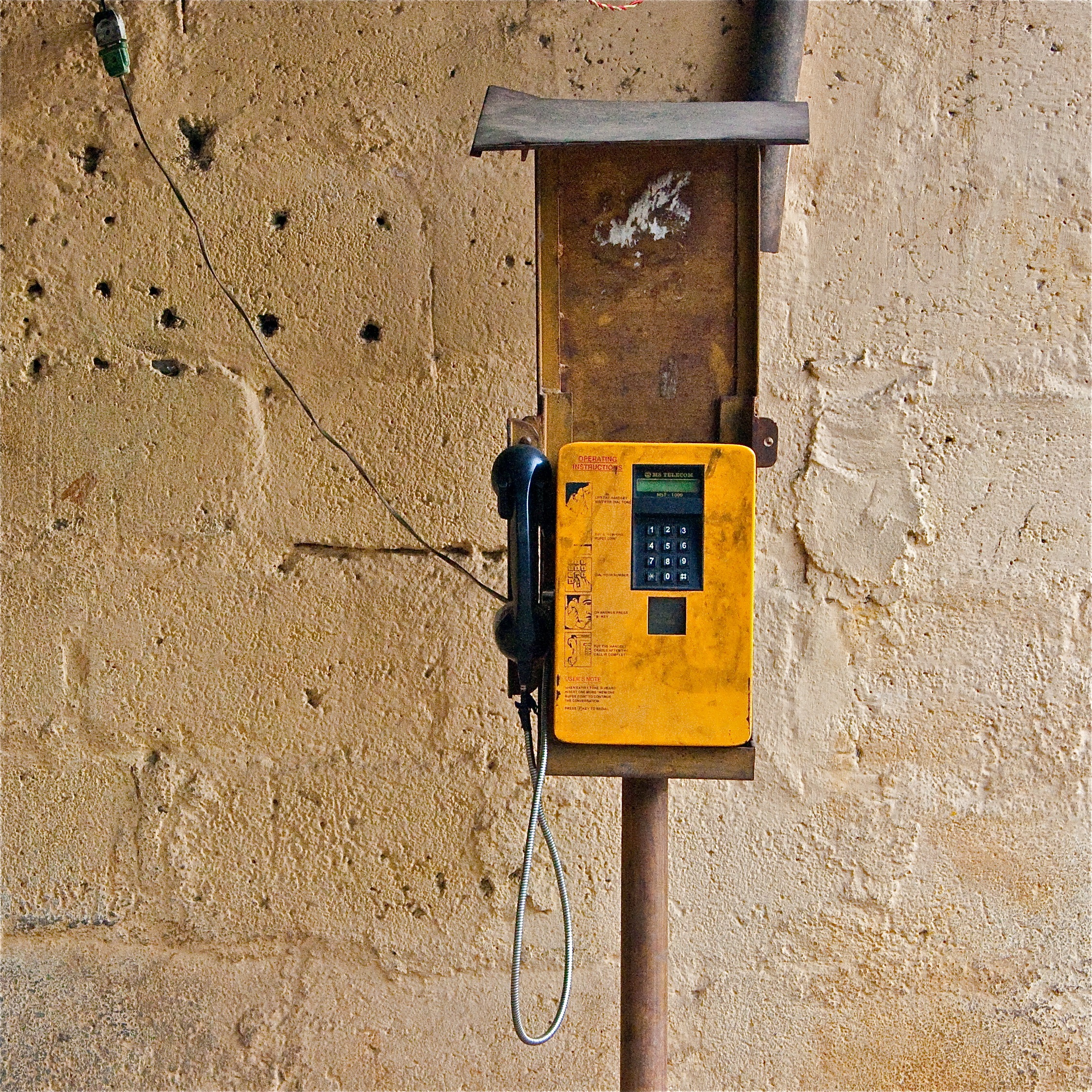
一个印度的公用电话
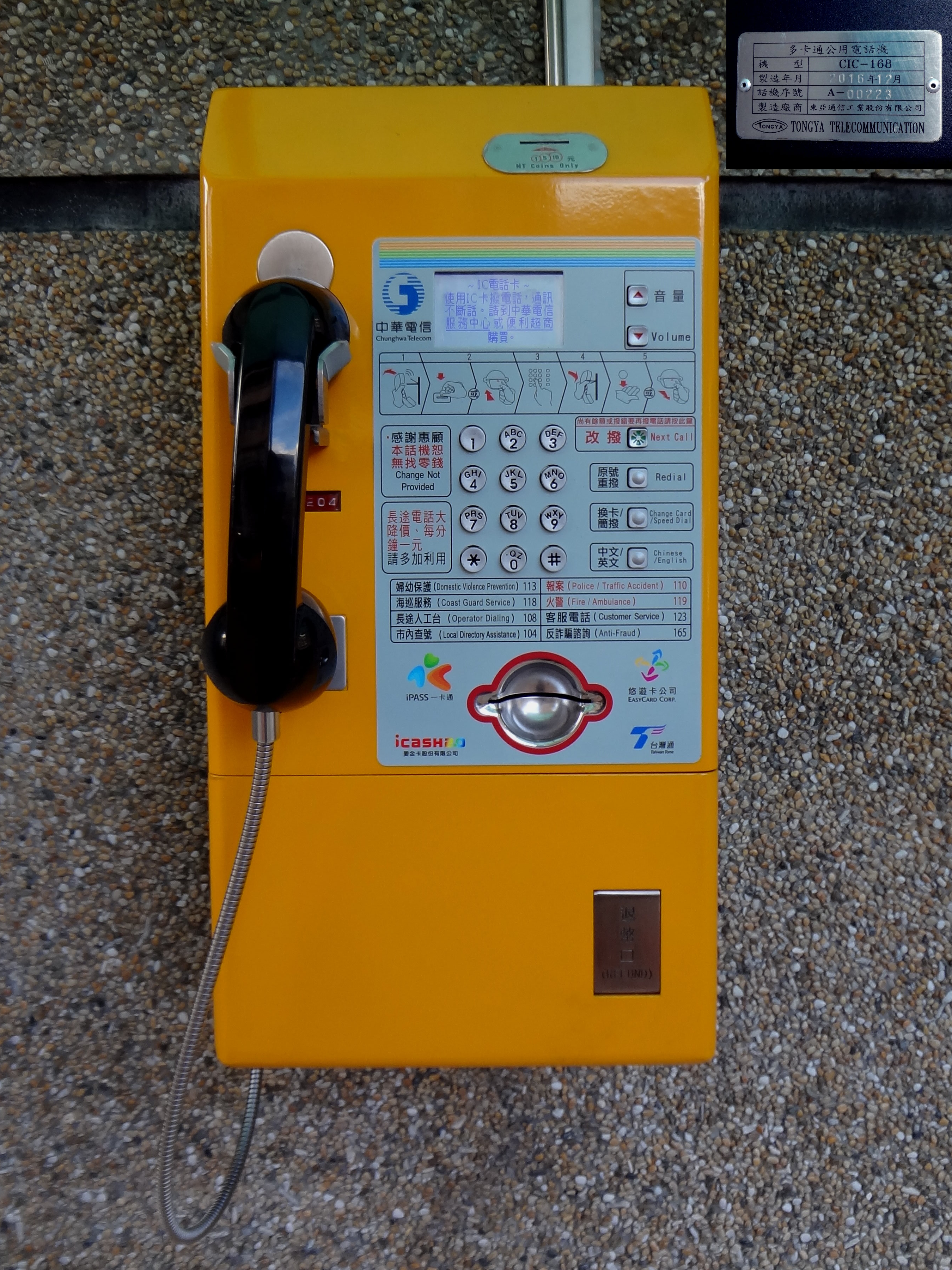
中華電信多卡通公共電話